# داوا هوتيسا
داوا هوتيسا (مواليد 9 مارس 1996) هو لاعب كرة قدم إثيوبي يلعب كمهاجم في نادي أداما سيتي ومنتخب إثيوبيا.

## روابط خارجية
- داوا هوتيسا على موقع قاعدة بيانات كرة القدم.إي يو (الإنجليزية)
- داوا هوتيسا على موقع ناشيونال فوتبول تيمز (الإنجليزية)